# Afrilobus capensis
Espèce
Afrilobus capensis est une espèce d'araignées aranéomorphes de la famille des Orsolobidae.

## Distribution
Cette espèce est endémique  du Cap-Occidental en Afrique du Sud,. Elle se rencontre à Cederberg entre 500 et 1 100 m dans les monts Cederberg.

## Description
Le mâle holotype mesure 3,50 mm.

## Étymologie
Son nom d'espèce, composé de cap et du suffixe latin -ensis, « qui vit dans, qui habite », lui a été donné en référence au lieu de sa découverte, la province du Cap.

## Publication originale
- Griswold & Platnick, 1987 : On the first African spiders of the family Orsolobidae (Araneae, Dysderidae). American Museum novitates, no 2892, p. 1-14 (texte intégral).